# Šimun Menčetić
Šimun Menčetić (tal. Simeone Metis; Dubrovnik, ? – Dubrovnik, 1599.) bio je prelat Katoličke Crkve koji je služio kao biskup trebinjsko-mrkanski od 1575. do 1599.

## Životopis
Dubrovački ga Senat predlaže, a papa Grgur XIII., 3. listopada 1575., potvrđuje za trebinjsko-mrkanskog biskupa. Budući da Trebinjsko-mrkanska biskupija nije imala prihoda Menčetić je ostao dubrovačkim kanonikom. Sveta je Stolica Trebinjsko-mrkansku biskupiju, prigodom Menčetićevog imenovanja, smatrala naslovnom biskupijom, da bi desetak godina kasnije, isti biskup, prema odredbi pape Siksta V., morao obaviti pastoralni pohod svojoj biskupiji i podnijeti izvješće Svetoj Stolici.
U izvješću Svetoj Stolici, 1588. godine, Menčetić uopće ne spominje Trebinjsku biskupiju nego sebe naziva samo mrkanskim biskupom te podnosi izvješće o Mrkanskoj biskupiji.
Svoju je oporuku napisao 20. studenog, a proglašena je 9 dana kasnije 1599. godine. To znači da je datum njegove smrti između 20. i 29. studenog 1599. godine. Pokopan je u dubrovačkoj katedrali.

### Knjige
- Perić, Ratko. 2000. Da im spomen očuvamo. Biskupski ordinarijat Mostar. Mostar.
- Perić, Ratko. 2020. Kronotaksa trebinjsko-mrkanskih biskupa s nekim prijepornim pitanjima.   Krešić, Milenko (ur.). Trebinjsko-mrkanska biskupija za vrijeme posljednjeg biskupa ordinarija Nikole Ferića (1792.-1819.) i nakon njega. Teološko-katehetski institut u Mostaru. Mostar. str. 9–33
- Marić, Marinko. 2020. Tragom nekretnina Trebinjsko-mrkanske biskupije na dubrovačkom području nakon smrti biskupa Nikole Ferića.   Krešić, Milenko (ur.). Trebinjsko-mrkanska biskupija za vrijeme posljednjeg biskupa ordinarija Nikole Ferića (1792.-1819.) i nakon njega. Teološko-katehetski institut u Mostaru. Mostar. str. 147–165

### Članci
- Krešić, Milenko. 2015. Povijesno-pravne činjenice o Mrkanskoj biskupiji. Vrhbosnensia. Katolički bogoslovni fakultet Univerziteta u Sarajevu. Sarajevo.  (1): 31–43
- Sivrić, Marijan. 2010. Oporuke biskupa Trebinjsko-mrkanske biskupije od 14. do 18. stoljeća (PDF). Hercegovina. Filozofski fakultet Sveučilišta u Mostaru. Mostar.  (24): 79–96

### Mrežna sjedišta
- Bishop Simeone Metis †. catholic-hierarchy.org (engleski). Pristupljeno 20. rujna 2022.

| Titule u Katoličkoj Crkvi  | Titule u Katoličkoj Crkvi              | Titule u Katoličkoj Crkvi  |
| -------------------------- | -------------------------------------- | -------------------------- |
| prethodnik Jakov Lukarević | Biskup trebinjsko-mrkanski 1575.–1599. | nasljednik Toma Budislavić |